# Ley de áreas naturales protegidas
La ley de áreas naturales protegidas, o ley n.º 26834, es la norma peruana vigente que reglamenta temas relacionados con la gestión y conservación de las áreas naturales protegidas del país. Fue desarrollada y aprobada por el Congreso de la República el 17 de junio de 1997, promulgada por el presidente de la república el 30 de junio de 1997 y publicada en el diario oficial El Peruano el 4 de julio de 1997.
Actualmente el Perú cuenta con una extensa diversidad biológica. El régimen de la ley constituye una estrategia primordial para el sostenimiento de la variedad de seres vivos.
Todo lo establecido en esta ley, se encuentra en conformidad con el artículo 68 de la Constitución Política del Perú de 1993.

## Estructura
La norma consta de 31 artículos, 1 disposición complementaria y 3 disposiciones transitorias. Estos artículos se mantienen hasta la actualidad.
- Título I: Disposiciones generales (artículos 1 al 5)
- Título II: De la gestión del sistema (artículos 6 al 17)
- Título III: De los instrumentos de manejo (artículos 18 al 26)
- Título IV: De la utilización sostenible de las áreas naturales protegidas (artículos 27 al 31)
- Disposición complementaria
- Disposiciones transitorias

## Contenido
Artículo 1: Establece una definición de Áreas Naturales Protegidas
Las Áreas Naturales Protegidas son los espacios continentales y/o marinos del territorio nacional, expresamente reconocidos y declarados como tales, incluyendo sus categorías y zonificaciones, para conservar la diversidad biológica y demás valores asociados de interés cultural, paisajístico y científico, así como por su contribución al desarrollo sostenible del país.
Artículo 2: Expone el objetivo y finalidad de la ley, acorde a la Constitución Política del Perú.
Artículo 3: Dispone el carácter definitivo de las Áreas Naturales Protegidas, y expone que la modificación legal de las áreas del Sistema Nacional de Áreas Naturales Protegidas - SINANPE, sólo pueden ser aprobados por Ley.
Según la presente Ley, las áreas protegidas pueden ser:
- Áreas de administración regional
- Áreas de administración nacional
- Áreas de conservación con carácter privado

Artículo 4: Está dedicado a la pertenencia pública de las Áreas Naturales Protegidas, exceptuando las Áreas de Conservación Privadas.
Artículo 5: Aborda la transferencia de derechos de un Área Natural Protegida.
Artículo 6: Establece que el Sistema Nacional de Áreas Naturales Protegidas por el Estado (SINANPE) junto con las instituciones públicas del Gobierno central, Municipalidades, Gobiernos Descentralizados de nivel Regional, instituciones privadas y la población local, participan de manera directa e indirecta en su desarrollo y gestión.
Artículo 7: Trata de la creación de Áreas de Conservación Regional y Áreas Naturales Protegidas
Artículo 8: Dispone que el Instituto Nacional de Recursos Naturales (INRENA) es el ente rector del SINANPE
Son funciones que corresponden al INRENA:
- Disponer una política nacional para el progreso de las Áreas Naturales Protegidas.
- Plantear y presentar la normatividad para la gestión y desarrollo de las Áreas Naturales Protegidas.

Artículo 9: Expone el Consejo de Coordinación del SINANPE, integrado por:
- Instituto Nacional de Recursos Naturales (INRENA)
- Consejo Nacional del Ambiente (CONAM)
- Dirección Nacional de Turismo del Ministerio de Industria, Turismo, Integración y Negociaciones Comerciales Internacionales.
- Gobiernos Descentralizados de nivel regional.
- Instituto de Investigaciones de la Amazonía Peruana - IIAP.
- Los Comités de Gestión de las ANP a que se hace referencia en la presente ley.
- Las universidades públicas y privadas.
- Las Organizaciones no Gubernamentales con trabajos de significativa importancia y trascendencia en ÁreasNaturales Protegidas.
- Organizaciones empresariales privadas.

Artículo 10: Trata la participación de Ministerios dentro del Consejo en casos exclusivos.
- Ministerio de Promoción de la Mujer y el Desarrollo Humano.
- Ministerio de Educación.
- Ministerio de Pesquería.
- Ministerio de Energía y Minas.

Artículo 11: Establece el procedimiento para establecer un Área de Conservación Regional
Artículo 12: Establece la determinación de un Área de Conservación Privada
Artículo 13: Trata del establecimiento de Zonas Reservadas por parte del Ministerio de Agricultura.
Artículo 14: Aborda el establecimiento de Jefes de Área para las ÁreasNaturales Protegidas.
Artículo 15: Dispone un Comité de Gestión para la defensa y soporte de cada Área Natural Protegida con excepción de las Áreas de Conservación Privada
Artículo 16: Establece las competencias del Comité de Gestión
Artículo 17: Expone la participación de entidades privadas para la gestión de las Áreas Naturales
Las autoridades competentes o el INRENA pueden otorgar:
- Contratos de Administración del área
- Concesiones para la prestación de servicios económicos dentro del área.
- Contratos para el aprovechamiento de recursos del Sector
- Convenios para la ejecución de proyectos o programas de investigación y/o conservación.
- Autorizaciones y permisos para el desarrollo de actividades menores.
- Otras modalidades que se establezcan en la legislación.

Artículo 18: Trata de la documentación para las Áreas Naturales Protegidas del SINANPE.
Artículo 19: Establece los lineamientos de política y planeación de las Áreas Naturales Protegidas en un  "Plan Director de las Áreas Naturales Protegidas"
Artículo 20: Expone la aprobación del Plan Maestro para cada Área Natural Protegida por parte de la Autoridad Nacional
Artículo 21: Aborda la asignación de categorías basándose en la naturaleza y objetivos de cada Área Natural Protegida
La gradualidad de las Áreas Naturales Protegidas aborda:
- Áreas de uso indirecto
- Áreas de uso directo

Artículo 22: Presenta las categorías del Sistema Nacional de Áreas Naturales Protegidas:
- Parques Nacionales
- Santuarios Nacionales
- Santuarios Históricos
- Reservas Paisajísticas
- Refugios de Vida Silvestre
- Reservas Nacionales
- Reservas Comunales
- Bosques de Protección
- Cotos de Caza

Artículo 23: Establece la zonificación de las Áreas Naturales Protegidas, independientemente de las categorías asignadas
Las Áreas Naturales Protegidas cuentan con:
- Zona de Protección Estricta (PE)
- Zona de Uso Turístico y Recreativo (T)
- Zona Silvestre (S)
- Zona de Aprovechamiento Directo (AD)
- Zona de uso Especial (UE)
- Zona de Recuperación (REC)
- Zona Histórico-Cultural (HC)

Artículo 24: Trata del establecimiento de una infraestructura, centros de interpretación y servicios para la administración del Área Natural Protegida
Artículo 25: Define las Zonas de Amortiguamiento
Artículo 26: Se ocupa del incumplimiento del Plan Maestro en las Áreas de Conservación Privada
Artículo 27: Esta dedicado al uso y autorización de recursos naturales en Áreas Naturales Protegidas
Artículo 28: Se ocupa de las solicitudes para el aprovechamiento de  recursos naturales en Áreas Naturales Protegidas del SINANPE y de las Áreas de Conservación Regionales
Artículo 29: Reconoce la importancia de las Áreas Naturales Protegidas por parte del Estado
Artículo 30: Aborda el desarrollo de actividades en Áreas Naturales Protegidas
Artículo 31: Establece el uso de sistemas y tradiciones de las comunidades nativas y campesinas ancestrales que se encuentran dentro de las Áreas Naturales Protegidas

## Aportes
La ley 26834 ha permitido establecer y administrar reservas naturales en todo el territorio de Perú, lo cual ha colaborado con la variedad de vida biológica del país. Estas reservas acogen entornos fundamentales y especies en peligro, ofreciendo refugio y salvaguardia a una amplia diversidad de plantas y animales. Además se ha logrado preservar ecosistemas cruciales y delicados que desempeñan una función importante en la regulación del clima, el abastecimiento de agua y la mitigación de desastres naturales. Estos ecosistemas incluyen zonas montañosas, como la Cordillera de los Andes, así como ecosistemas costeros, como los manglares y las islas guaneras.
La implementación de reservas naturales ha impulsado el desarrollo del turismo sostenible en el país. Estas áreas brindan a los turistas la posibilidad de apreciar la belleza natural y la diversidad cultural del Perú, al mismo tiempo que se promueve la conservación y se genera ingresos para las comunidades locales.
La ley reconoce y fomenta la participación de las comunidades en la administración de las reservas naturales. Esto les otorga un papel activo en la toma de decisiones y la ejecución de proyectos relacionados con la conservación de los recursos naturales.

## Impacto
La ley 26834 ha tenido un impacto significativo en la protección y conservación de la biodiversidad y ecosistemas del país. Establece el marco legal para el establecimiento, administración y gestión de las áreas naturales protegidas dentro del territorio peruano. El impacto de esta ley es positiva ya que ha contribuido a la conservación de la diversidad biológica del Perú al establecer todo un sistema de áreas naturales protegidas que incluyen una amplia gama de ecosistemas. Todas estas áreas presentan hábitats más seguros para diversas especies de plantas y animales, incluidas algunas especies en peligro de extinción.

## Análisis
Es importante destacar que esta ley ha sido fundamental para la conservación de la biodiversidad en el Perú y ha contribuido a la protección de importantes ecosistemas, como la Reserva Nacional Tambopata, el Parque Nacional Huascarán y el Santuario Nacional de Calipuy, entre otros. Además, ha fomentado el desarrollo de la investigación científica y el turismo sostenible en estas áreas. Sin embargo, también existen desafíos en la implementación de esta ley, como la falta de recursos financieros y humanos para garantizar una adecuada gestión y fiscalización de las áreas protegidas, así como la necesidad de fortalecer la educación y la conciencia ambiental en la sociedad peruana.
Uno de los aspectos importantes de esta ley es la participación y el reconocimiento de las comunidades locales en la gestión de las áreas naturales protegidas. Se promueve la participación activa de las comunidades campesinas y nativas que habitan en o alrededor de estas áreas, reconociendo su conocimiento tradicional y su derecho a tomar decisiones sobre la conservación y el uso sostenible de los recursos naturales del país.